# Italia ai campionati del mondo di atletica leggera 1991
La squadra italiana ai campionati del mondo di atletica leggera 1991, disputati a Tokyo dal 23 agosto al 1º settembre, è stata composta da 49 atleti (34 uomini e 15 donne).

## Uomini
| Specialità          | Atleta                                                            | Turno            | Risultato | Prestazione | Note                  |
| ------------------- | ----------------------------------------------------------------- | ---------------- | --------- | ----------- | --------------------- |
| 100 m               | Ezio Madonia                                                      | Batteria         | Q         | 10"43       |                       |
| 100 m               | Ezio Madonia                                                      | Quarti di finale | Q         | 10"24       |                       |
| 100 m               | Ezio Madonia                                                      | Semifinale       | Eliminato | 10"33       |                       |
| 200 m               | Stefano Tilli                                                     | Batteria         | Q         | 20"89       |                       |
| 200 m               | Stefano Tilli                                                     | Quarti di finale | Eliminato | 20"92       |                       |
| 200 m               | Sandro Floris                                                     | Batteria         | Eliminato | 21"10       |                       |
| 400 m               | Andrea Nuti                                                       | Batteria         | q         | 46"80       |                       |
| 400 m               | Andrea Nuti                                                       | Quarti di finale | dq        |             |                       |
| 800 m               | Giuseppe D'Urso                                                   | Batteria         | Eliminato | 1'46"82     |                       |
| 1 500 m             | Gennaro Di Napoli                                                 | Batteria         | Q         | 3'38"63     |                       |
| 1 500 m             | Gennaro Di Napoli                                                 | Semifinale       | Q         | 3'40"84     |                       |
| 1 500 m             | Gennaro Di Napoli                                                 | Finale           | 8º        | 3'36"56     |                       |
| 1 500 m             | Davide Tirelli                                                    | Batteria         | Q         | 3'41"77     |                       |
| 1 500 m             | Davide Tirelli                                                    | Semifinale       | Eliminato | 3'43"08     |                       |
| 5 000 m             | Stefano Mei                                                       | Batteria         | Q         | 13'54"35    |                       |
| 5 000 m             | Stefano Mei                                                       | Finale           | dnf       |             |                       |
| 10 000 m            | Salvatore Antibo                                                  | Batteria         | Q         | 28'26"72    |                       |
| 10 000 m            | Salvatore Antibo                                                  | Finale           | 20º       | 28'52"41    |                       |
| 400 m ostacoli      | Fabrizio Mori                                                     | Batteria         | q         | 48"92       | Record nazionale      |
| 400 m ostacoli      | Fabrizio Mori                                                     | Semifinale       | Eliminato | 50"70       |                       |
| 400 m ostacoli      | Paolo Bellino                                                     | Batteria         | Eliminato | 50"74       |                       |
| 3 000 m siepi       | Angelo Carosi                                                     | Batteria         | Q         | 8'28"35     |                       |
| 3 000 m siepi       | Angelo Carosi                                                     | Finale           | 7º        | 8'20"80     |                       |
| 3 000 m siepi       | Francesco Panetta                                                 | Batteria         | Q         | 8'27"25     |                       |
| 3 000 m siepi       | Francesco Panetta                                                 | Finale           | 8º        | 8'26"79     |                       |
| 3 000 m siepi       | Alessandro Lambruschini                                           | Batteria         | dns       |             |                       |
| Maratona            | Salvatore Bettiol                                                 | Finale           | 6º        | 2h15'58"    |                       |
| Maratona            | Gelindo Bordin                                                    | Finale           | 8º        | 2h17'03"    |                       |
| Maratona            | Alessio Faustini                                                  | Finale           | dnf       |             |                       |
| Marcia 20 km        | Maurizio Damilano                                                 | Finale           | Oro       | 1h19'37"    | Record dei campionati |
| Marcia 20 km        | Giovanni De Benedictis                                            | Finale           | 4º        | 1h20'29"    |                       |
| Marcia 20 km        | Walter Arena                                                      | Finale           | 7º        | 1h21'01"    |                       |
| Marcia 50 km        | Giuseppe De Gaetano                                               | Finale           | 6º        | 4h03'43"    |                       |
| Marcia 50 km        | Sandro Bellucci                                                   | Finale           | dnf       |             |                       |
| Marcia 50 km        | Giovanni Perricelli                                               | Finale           | dnf       |             |                       |
| Salto in lungo      | Giovanni Evangelisti                                              | Qualifica        | q         | 8,03 m      |                       |
| Salto in lungo      | Giovanni Evangelisti                                              | Finale           | 7º        | 8,01 m      |                       |
| Salto in lungo      | Fausto Frigerio                                                   | Qualifica        | Eliminato | 7,88 m      |                       |
| Getto del peso      | Alessandro Andrei                                                 | Qualifica        | q         | 19,00 m     |                       |
| Getto del peso      | Alessandro Andrei                                                 | Finale           | 11º       | 18,73 m     |                       |
| Lancio del disco    | Marco Martino                                                     | Qualifica        | Eliminato | 60,34 m     |                       |
| Lancio del disco    | Luciano Zerbini                                                   | Qualifica        | Eliminato | 58,34 m     |                       |
| Lancio del martello | Enrico Sgrulletti                                                 | Qualifica        | Eliminato | 72,40 m     |                       |
| Decathlon           | Marco Baffi                                                       |                  | 22º       | 6209 p.     |                       |
| Staffetta 4×100 m   | Mario Longo Ezio Madonia Sandro Floris Stefano Tilli              | Batteria         | q         | 38"74       |                       |
| Staffetta 4×100 m   | Mario Longo Ezio Madonia Sandro Floris Stefano Tilli              | Finale           | 5ª        | 38"52       |                       |
| Staffetta 4×400 m   | Fabio Francesco Grossi Marco Vaccari Alessandro Aimar Andrea Nuti | Batteria         | Eliminata | 3'02"72     |                       |

## Donne
| Specialità        | Atleta                                                              | Turno            | Risultato | Prestazione | Note |
| ----------------- | ------------------------------------------------------------------- | ---------------- | --------- | ----------- | ---- |
| 100 m             | Rossella Taloro                                                     | Batteria         | q         | 11"64       |      |
| 100 m             | Rossella Taloro                                                     | Quarti di finale | Eliminata | 11"75       |      |
| 200 m             | Marisa Masullo                                                      | Batteria         | q         | 23"75       |      |
| 200 m             | Marisa Masullo                                                      | Quarti di finale | Eliminata | 23"70       |      |
| 800 m             | Gabriella Dorio                                                     | Batteria         | Eliminata | 2'07"54     |      |
| 1 500 m           | Gabriella Dorio                                                     | Batteria         | Eliminata | 4'09"34     |      |
| 3 000 m           | Roberta Brunet                                                      | Batteria         | Q         | 8'51"41     |      |
| 3 000 m           | Roberta Brunet                                                      | Finale           | 6ª        | 8'42"64     |      |
| 10 000 m          | Rosanna Munerotto                                                   | Batteria         | q         | 32'05"75    |      |
| 10 000 m          | Rosanna Munerotto                                                   | Finale           | 15ª       | 32'44"43    |      |
| 400 m ostacoli    | Irmgard Trojer                                                      | Batteria         | Q         | 55"77       |      |
| 400 m ostacoli    | Irmgard Trojer                                                      | Semifinale       | Eliminata | 55"66       |      |
| Maratona          | Anna Villani                                                        | Finale           | dnf       |             |      |
| Maratona          | Laura Fogli                                                         | Finale           | dnf       |             |      |
| Marcia 10 km      | Ileana Salvador                                                     | Finale           | 7ª        | 44'09"      |      |
| Marcia 10 km      | Annarita Sidoti                                                     | Finale           | 9ª        | 44'18"      |      |
| Salto in lungo    | Valentina Uccheddu                                                  | Qualifica        | Eliminata | 6,48 m      |      |
| Getto del peso    | Agnese Maffeis                                                      | Qualifica        | Eliminata | 16,99 m     |      |
| Lancio del disco  | Agnese Maffeis                                                      | Qualifica        | Eliminata | 56,36 m     |      |
| Eptathlon         | Ifeoma Ozoeze                                                       |                  | 15ª       | 6056 p.     |      |
| Staffetta 4×100 m | Marisa Masullo Donatella Dal Bianco Daniela Ferrian Rossella Taloro | Batteria         | Q         | 43"71       |      |
| Staffetta 4×100 m | Marisa Masullo Donatella Dal Bianco Daniela Ferrian Rossella Taloro | Finale           | 7ª        | 43"76       |      |